# Petrogale concinna
Petrogale concinna là một loài động vật có vú trong họ Macropodidae, bộ Hai răng cửa. Loài này được Gould mô tả năm 1842.